# Кубок России по кёрлингу среди смешанных пар 2023
Кубок России по кёрлингу среди смешанных пар 2023 проводился с 4 по 7 сентября 2023 года в городе Новосибирск на арене кёрлинг-клуба «Пингвин». Турнир проводился в 16-й раз.
В турнире принимали участие 20 команд.
Обладателями Кубка стала команда «Санкт-Петербург 2» (Алина Ковалёва / Алексей Тимофеев; пара впервые выиграла Кубок, Ковалёва стала обладателем Кубка впервые, Тимофеев — в 3-й раз), победившая в финале команду «Санкт-Петербург 2» (Нкеирука Езех / Олег Красиков). Третье место заняла команда «Санкт-Петербург 4» (Анастасия Брызгалова / Александр Крушельницкий).

## Формат соревнований
Команды разбиваются на 4 группы (A, B, C, D) по 5 команд, где играют друг с другом по круговой системе в один круг. Затем 8 команд, занявшие в группах 1-е и 2-е места, выходят в плей-офф, где играют по олимпийской системе. Сначала команды встречаются в четвертьфиналах; затем победители четвертьфиналов встречаются в полуфиналах; победители полуфиналов в финале разыгрывают 1-е и 2-е места, проигравшие в полуфиналах разыгрывают между собой 3-е и 4-е места. В итоговой классификации команды, проигравшие в четвертьфиналах, ранжируются на общие 5—8-е места по среднему результату тестовых бросков в дом (ТБД, DSC); команды, не вышедшие в плей-офф, ранжируются по месту, занятому в группе, а между командами, занявшими одинаковые места, по результату тестовых бросков в дом (ТБД, англ. Draw Shot Challenge, DSC, в сантиметрах, команда с меньшим результатом занимает более высокое место).

## Команды
|          | Команда                         | Женщина               | Мужчина                 | Тренер(ы)                    |
| -------- | ------------------------------- | --------------------- | ----------------------- | ---------------------------- |
| Группа A |                                 |                       |                         |                              |
| A1       | Сборная Москвы                  | Мария Цебрий          | Тимофей Насонов         | Д.Ю. Андриянов               |
| A2       | Санкт-Петербург 4               | Анастасия Брызгалова  | Александр Крушельницкий | А.К. Брызгалова              |
| A3       | Новосибирская область 2         | Виктория Сачкова      | Иван Сысоев             | А.С. Шмаков                  |
| A4       | Санкт-Петербург 2               | Алина Ковалёва        | Алексей Тимофеев        | А.К. Брызгалова, П.Д. Дрон   |
| A5       | Красноярский край 2             | Анна Самойлик         | Владимир Морозов        | А.С. Самойлик, Д.А. Кашметов |
| Группа B |                                 |                       |                         |                              |
| B1       | Самарская область               | Полина Богатова       | Александр Глушенков     | Е.А. Богатова                |
| B2       | Иркутская область – Комсомолл 1 | Елизавета Трухина     | Михаил Власенко         | А.В. Трухина                 |
| B3       | Татарстан                       | Яна Аверьянова        | Максим Митрофанов       | Н.Д. Захарова                |
| B4       | Новосибирская область 1         | Александра Стояросова | Иван Казачков           | А.С. Шмаков                  |
| B5       | Свердловская область            | Елизавета Сверидова   | Владислав Сафронов      | С.А. Ярутина                 |
| Группа C |                                 |                       |                         |                              |
| C1       | Московская область 2            | Ирина Рязанова        | Александр Ерёмин        | А.Д. Грецкая, Д.Н. Степанов  |
| C2       | Московская область 3            | Анастасия Москалёва   | Кирилл Суровов          | Д.Н. Степанов, А.Д. Грецкая  |
| C3       | Красноярский край 1             | Анастасия Косогор     | Валентин Андреев        | А.С. Самойлик, В.А. Морозов  |
| C4       | Иркутская область – Комсомолл 2 | Алина Фахуртдинова    | Андрей Ильин            | А.В. Трухина                 |
| C5       | Новосибирская область 3         | Арина Киль            | Константин Козич        | А.С. Шмаков                  |
| Группа D |                                 |                       |                         |                              |
| D1       | Московская область 1            | Дарья Морозова        | Михаил Васьков          | А.Д. Грецкая, Д.Н. Степанов  |
| D2       | Санкт-Петербург 1               | Нкеирука Езех         | Олег Красиков           | К.Ю. Задворнов               |
| D3       | Санкт-Петербург 3               | Ирина Низовцева       | Глеб Лясников           | К.Ю. Задворнов               |
| D4       | Москва 1                        | Александра Маева      | Роман Кутузов           | Р.А. Кутузов                 |
| D5       | Иркутская область – Комсомолл 3 | Валерия Денисенко     | Николай Лысаков         | А.В. Трухина                 |

## Результаты соревнований
Время начала матчей указано местное (UTC+8).

### Групповой этап
Группа A
|    | Команда                                        | А1   | А2  | А3  | А4   | А5  | В | П | ТБД, см | Место |
| -- | ---------------------------------------------- | ---- | --- | --- | ---- | --- | - | - | ------- | ----- |
| А1 | Сборная Москвы (Цебрий / Насонов)              | *    | 5:6 | 8:6 | 4:10 | 7:8 | 1 | 3 | 46,54   | 4     |
| А2 | Санкт-Петербург 4 (Брызгалова / Крушельницкий) | 6:5  | *   | 6:2 | 6:5  | 9:3 | 4 | 0 | 25,54   | 1     |
| А3 | Новосибирская область 2 (Сачкова / Сысоев)     | 6:8  | 2:6 | *   | 1:7  | 7:4 | 1 | 3 | 29,33   | 3     |
| А4 | Санкт-Петербург 2 (Ковалёва / Тимофеев)        | 10:4 | 5:6 | 7:1 | *    | 8:6 | 3 | 1 | 39,71   | 2     |
| А5 | Красноярский край 2 (Самойлик / Морозов)       | 8:7  | 3:9 | 4:7 | 6:8  | *   | 1 | 3 | 61,27   | 5     |

Группа B
|    | Команда                                         | B1    | B2  | B3    | B4  | B5   | В | П | ТБД, см | Место |
| -- | ----------------------------------------------- | ----- | --- | ----- | --- | ---- | - | - | ------- | ----- |
| B1 | Самарская область (Богатова / Глушенков)        | *     | 5:6 | 14:11 | 4:7 | 14:3 | 2 | 2 | 45,73   | 3     |
| B2 | Комсомолл 1 Трухина / Власенко)                 | 6:5   | *   | 9:2   | 8:5 | 9:7  | 4 | 0 | 39,26   | 1     |
| B3 | Татарстан (Аверьянова / Митрофанов)             | 11:14 | 2:9 | *     | 1:7 | 11:5 | 1 | 3 | 41,74   | 4     |
| B4 | Новосибирская область 1 (Стояросова / Казачков) | 7:4   | 5:8 | 7:1   | *   | 8:1  | 3 | 1 | 79,84   | 2     |
| B5 | Свердловская область (Сверидова / Сафронов)     | 3:14  | 7:9 | 5:11  | 1:8 | *    | 0 | 4 | 96,11   | 5     |

Группа C
|    | Команда                                    | C1  | C2   | C3   | C4  | C5   | В | П | ТБД, см | Место |
| -- | ------------------------------------------ | --- | ---- | ---- | --- | ---- | - | - | ------- | ----- |
| C1 | Московская область 2 (Рязанова / Ерёмин)   | *   | 7:9  |      | 2:9 | 8:5  | 1 | 2 | 38,44   | 3     |
| C2 | Московская область 3 (Москалёва / Суровов) | 9:7 | *    | 11:0 | 4:5 | 11:4 | 3 | 1 | 18,93   | 2     |
| C3 | Красноярский край 1 (Косогор / Андреев)    |     | 0:11 | *    | 7:4 | 1:8  | 1 | 2 | 37,69   | 5     |
| C4 | Комсомолл 2 (Фахуртдинова / Ильин)         | 9:2 | 5:4  | 4:7  | *   | 9:3  | 3 | 1 | 46,41   | 1     |
| C5 | Новосибирская область 3 (Киль / Козич)     | 5:8 | 4:11 | 8:1  | 3:9 | *    | 1 | 3 | 25,20   | 4     |

Группа D
|    | Команда                                   | D1  | D2  | D3  | D4  | D5  | В | П | ТБД, см | Место |
| -- | ----------------------------------------- | --- | --- | --- | --- | --- | - | - | ------- | ----- |
| D1 | Московская область 1 (Морозова / Васьков) | *   | 8:7 | 7:6 | 7:4 | 7:4 | 4 | 0 | 32,40   | 1     |
| D2 | Санкт-Петербург 1 (Езех / Красиков)       | 7:8 | *   | 6:3 | 5:6 | 5:4 | 2 | 2 | 58,93   | 2     |
| D3 | Санкт-Петербург 3 (Низовцева / Лясников)  | 6:7 | 3:6 | *   | 9:3 | 4:7 | 1 | 3 | 50,19   | 4     |
| D4 | Москва 1 (Маева / Кутузов)                | 4:7 | 6:5 | 3:9 | *   | 3:8 | 1 | 3 | 52,74   | 5     |
| D5 | Комсомолл 3 (Денисенко / Лысаков)         | 4:7 | 4:5 | 7:4 | 8:3 | *   | 2 | 2 | 19,80   | 3     |

     Проходят в плей-офф

### Плей-офф
|  | Четвертьфинал | Четвертьфинал                                   | Четвертьфинал                                   | Четвертьфинал                                   | Четвертьфинал                                   | Четвертьфинал                                   | Четвертьфинал                                   | Четвертьфинал                                   | Четвертьфинал                                   | Четвертьфинал                           |                                                |                                                | Полуфинал                                      | Полуфинал                                      | Полуфинал                                      | Полуфинал                                      | Полуфинал                                      | Полуфинал                                      | Полуфинал                                      | Полуфинал            | Полуфинал            | Полуфинал            |                                     |                                     | Финал                                          | Финал                                          | Финал                                          | Финал                                          | Финал                                          | Финал                                          | Финал                                          | Финал                                          | Финал                                          | Финал |
|  |               |                                                 |                                                 |                                                 |                                                 |                                                 |                                                 |                                                 |                                                 |                                         |                                                |                                                |                                                |                                                |                                                |                                                |                                                |                                                |                                                |                      |                      |                      |                                     |                                     |                                                |                                                |                                                |                                                |                                                |                                                |                                                |                                                |                                                |       |
|  | A(1)          | Санкт-Петербург 4 (Брызгалова / Крушельницкий)  | Санкт-Петербург 4 (Брызгалова / Крушельницкий)  | Санкт-Петербург 4 (Брызгалова / Крушельницкий)  | Санкт-Петербург 4 (Брызгалова / Крушельницкий)  | Санкт-Петербург 4 (Брызгалова / Крушельницкий)  | Санкт-Петербург 4 (Брызгалова / Крушельницкий)  | Санкт-Петербург 4 (Брызгалова / Крушельницкий)  | Санкт-Петербург 4 (Брызгалова / Крушельницкий)  | 6                                       |                                                |                                                |                                                |                                                |                                                |                                                |                                                |                                                |                                                |                      |                      |                      |                                     |                                     |                                                |                                                |                                                |                                                |                                                |                                                |                                                |                                                |                                                |       |
|  | A(1)          | Санкт-Петербург 4 (Брызгалова / Крушельницкий)  | Санкт-Петербург 4 (Брызгалова / Крушельницкий)  | Санкт-Петербург 4 (Брызгалова / Крушельницкий)  | Санкт-Петербург 4 (Брызгалова / Крушельницкий)  | Санкт-Петербург 4 (Брызгалова / Крушельницкий)  | Санкт-Петербург 4 (Брызгалова / Крушельницкий)  | Санкт-Петербург 4 (Брызгалова / Крушельницкий)  | Санкт-Петербург 4 (Брызгалова / Крушельницкий)  | 6                                       |                                                |                                                |                                                |                                                |                                                |                                                |                                                |                                                |                                                |                      |                      |                      |                                     |                                     |                                                |                                                |                                                |                                                |                                                |                                                |                                                |                                                |                                                |       |
|  | B(2)          | Новосибирская область 1 (Стояросова / Казачков) | Новосибирская область 1 (Стояросова / Казачков) | Новосибирская область 1 (Стояросова / Казачков) | Новосибирская область 1 (Стояросова / Казачков) | Новосибирская область 1 (Стояросова / Казачков) | Новосибирская область 1 (Стояросова / Казачков) | Новосибирская область 1 (Стояросова / Казачков) | Новосибирская область 1 (Стояросова / Казачков) | 2                                       |                                                |                                                |                                                |                                                |                                                |                                                |                                                |                                                |                                                |                      |                      |                      |                                     |                                     |                                                |                                                |                                                |                                                |                                                |                                                |                                                |                                                |                                                |       |
|  | B(2)          | Новосибирская область 1 (Стояросова / Казачков) | Новосибирская область 1 (Стояросова / Казачков) | Новосибирская область 1 (Стояросова / Казачков) | Новосибирская область 1 (Стояросова / Казачков) | Новосибирская область 1 (Стояросова / Казачков) | Новосибирская область 1 (Стояросова / Казачков) | Новосибирская область 1 (Стояросова / Казачков) | Новосибирская область 1 (Стояросова / Казачков) | 2                                       | Санкт-Петербург 4 (Брызгалова / Крушельницкий) | Санкт-Петербург 4 (Брызгалова / Крушельницкий) | Санкт-Петербург 4 (Брызгалова / Крушельницкий) | Санкт-Петербург 4 (Брызгалова / Крушельницкий) | Санкт-Петербург 4 (Брызгалова / Крушельницкий) | Санкт-Петербург 4 (Брызгалова / Крушельницкий) | Санкт-Петербург 4 (Брызгалова / Крушельницкий) | Санкт-Петербург 4 (Брызгалова / Крушельницкий) | Санкт-Петербург 4 (Брызгалова / Крушельницкий) | 8                    |                      |                      |                                     |                                     |                                                |                                                |                                                |                                                |                                                |                                                |                                                |                                                |                                                |       |
|  |               |                                                 |                                                 |                                                 |                                                 |                                                 |                                                 |                                                 |                                                 |                                         | Санкт-Петербург 4 (Брызгалова / Крушельницкий) | Санкт-Петербург 4 (Брызгалова / Крушельницкий) | Санкт-Петербург 4 (Брызгалова / Крушельницкий) | Санкт-Петербург 4 (Брызгалова / Крушельницкий) | Санкт-Петербург 4 (Брызгалова / Крушельницкий) | Санкт-Петербург 4 (Брызгалова / Крушельницкий) | Санкт-Петербург 4 (Брызгалова / Крушельницкий) | Санкт-Петербург 4 (Брызгалова / Крушельницкий) | Санкт-Петербург 4 (Брызгалова / Крушельницкий) | 8                    |                      |                      |                                     |                                     |                                                |                                                |                                                |                                                |                                                |                                                |                                                |                                                |                                                |       |
|  |               |                                                 | Санкт-Петербург 1 (Езех / Красиков)             | Санкт-Петербург 1 (Езех / Красиков)             | Санкт-Петербург 1 (Езех / Красиков)             | Санкт-Петербург 1 (Езех / Красиков)             | Санкт-Петербург 1 (Езех / Красиков)             | Санкт-Петербург 1 (Езех / Красиков)             | Санкт-Петербург 1 (Езех / Красиков)             | Санкт-Петербург 1 (Езех / Красиков)     | Санкт-Петербург 1 (Езех / Красиков)            | 9                                              |                                                |                                                |                                                |                                                |                                                |                                                |                                                |                      |                      |                      |                                     |                                     |                                                |                                                |                                                |                                                |                                                |                                                |                                                |                                                |                                                |       |
|  | C(1)          | Комсомолл 2 (Фахуртдинова / Ильин)              | Комсомолл 2 (Фахуртдинова / Ильин)              | Комсомолл 2 (Фахуртдинова / Ильин)              | Комсомолл 2 (Фахуртдинова / Ильин)              | Комсомолл 2 (Фахуртдинова / Ильин)              | Комсомолл 2 (Фахуртдинова / Ильин)              | Комсомолл 2 (Фахуртдинова / Ильин)              | Комсомолл 2 (Фахуртдинова / Ильин)              | Санкт-Петербург 1 (Езех / Красиков)     | Санкт-Петербург 1 (Езех / Красиков)            | 9                                              | 5                                              |                                                |                                                |                                                |                                                |                                                |                                                |                      |                      |                      |                                     |                                     |                                                |                                                |                                                |                                                |                                                |                                                |                                                |                                                |                                                |       |
|  | C(1)          | Комсомолл 2 (Фахуртдинова / Ильин)              | Комсомолл 2 (Фахуртдинова / Ильин)              | Комсомолл 2 (Фахуртдинова / Ильин)              | Комсомолл 2 (Фахуртдинова / Ильин)              | Комсомолл 2 (Фахуртдинова / Ильин)              | Комсомолл 2 (Фахуртдинова / Ильин)              | Комсомолл 2 (Фахуртдинова / Ильин)              | Комсомолл 2 (Фахуртдинова / Ильин)              |                                         |                                                |                                                | 5                                              |                                                |                                                |                                                |                                                |                                                |                                                |                      |                      |                      |                                     |                                     |                                                |                                                |                                                |                                                |                                                |                                                |                                                |                                                |                                                |       |
|  | D(2)          | Санкт-Петербург 1 (Езех / Красиков)             | Санкт-Петербург 1 (Езех / Красиков)             | Санкт-Петербург 1 (Езех / Красиков)             | Санкт-Петербург 1 (Езех / Красиков)             | Санкт-Петербург 1 (Езех / Красиков)             | Санкт-Петербург 1 (Езех / Красиков)             | Санкт-Петербург 1 (Езех / Красиков)             | Санкт-Петербург 1 (Езех / Красиков)             | 7                                       |                                                |                                                |                                                |                                                |                                                |                                                |                                                |                                                |                                                |                      |                      |                      |                                     |                                     |                                                |                                                |                                                |                                                |                                                |                                                |                                                |                                                |                                                |       |
|  | D(2)          | Санкт-Петербург 1 (Езех / Красиков)             | Санкт-Петербург 1 (Езех / Красиков)             | Санкт-Петербург 1 (Езех / Красиков)             | Санкт-Петербург 1 (Езех / Красиков)             | Санкт-Петербург 1 (Езех / Красиков)             | Санкт-Петербург 1 (Езех / Красиков)             | Санкт-Петербург 1 (Езех / Красиков)             | Санкт-Петербург 1 (Езех / Красиков)             | 7                                       |                                                |                                                |                                                |                                                |                                                |                                                |                                                |                                                |                                                |                      |                      |                      | Санкт-Петербург 1 (Езех / Красиков) | Санкт-Петербург 1 (Езех / Красиков) | Санкт-Петербург 1 (Езех / Красиков)            | Санкт-Петербург 1 (Езех / Красиков)            | Санкт-Петербург 1 (Езех / Красиков)            | Санкт-Петербург 1 (Езех / Красиков)            | Санкт-Петербург 1 (Езех / Красиков)            | Санкт-Петербург 1 (Езех / Красиков)            | Санкт-Петербург 1 (Езех / Красиков)            | 5                                              |                                                |       |
|  |               |                                                 |                                                 |                                                 |                                                 |                                                 |                                                 |                                                 |                                                 |                                         |                                                |                                                |                                                |                                                |                                                |                                                |                                                |                                                |                                                |                      |                      |                      | Санкт-Петербург 1 (Езех / Красиков) | Санкт-Петербург 1 (Езех / Красиков) | Санкт-Петербург 1 (Езех / Красиков)            | Санкт-Петербург 1 (Езех / Красиков)            | Санкт-Петербург 1 (Езех / Красиков)            | Санкт-Петербург 1 (Езех / Красиков)            | Санкт-Петербург 1 (Езех / Красиков)            | Санкт-Петербург 1 (Езех / Красиков)            | Санкт-Петербург 1 (Езех / Красиков)            | 5                                              |                                                |       |
|  |               |                                                 | Санкт-Петербург 2 (Ковалёва / Тимофеев)         | Санкт-Петербург 2 (Ковалёва / Тимофеев)         | Санкт-Петербург 2 (Ковалёва / Тимофеев)         | Санкт-Петербург 2 (Ковалёва / Тимофеев)         | Санкт-Петербург 2 (Ковалёва / Тимофеев)         | Санкт-Петербург 2 (Ковалёва / Тимофеев)         | Санкт-Петербург 2 (Ковалёва / Тимофеев)         | Санкт-Петербург 2 (Ковалёва / Тимофеев) | Санкт-Петербург 2 (Ковалёва / Тимофеев)        | 6                                              |                                                |                                                |                                                |                                                |                                                |                                                |                                                |                      |                      |                      |                                     |                                     |                                                |                                                |                                                |                                                |                                                |                                                |                                                |                                                |                                                |       |
|  | D(1)          | Московская область 1 (Морозова / Васьков)       | Московская область 1 (Морозова / Васьков)       | Московская область 1 (Морозова / Васьков)       | Московская область 1 (Морозова / Васьков)       | Московская область 1 (Морозова / Васьков)       | Московская область 1 (Морозова / Васьков)       | Московская область 1 (Морозова / Васьков)       | Московская область 1 (Морозова / Васьков)       | Санкт-Петербург 2 (Ковалёва / Тимофеев) | Санкт-Петербург 2 (Ковалёва / Тимофеев)        | 6                                              | 8                                              |                                                |                                                |                                                |                                                |                                                |                                                |                      |                      |                      |                                     |                                     |                                                |                                                |                                                |                                                |                                                |                                                |                                                |                                                |                                                |       |
|  | D(1)          | Московская область 1 (Морозова / Васьков)       | Московская область 1 (Морозова / Васьков)       | Московская область 1 (Морозова / Васьков)       | Московская область 1 (Морозова / Васьков)       | Московская область 1 (Морозова / Васьков)       | Московская область 1 (Морозова / Васьков)       | Московская область 1 (Морозова / Васьков)       | Московская область 1 (Морозова / Васьков)       |                                         |                                                |                                                | 8                                              |                                                |                                                |                                                |                                                |                                                |                                                |                      |                      |                      |                                     |                                     |                                                |                                                |                                                |                                                |                                                |                                                |                                                |                                                |                                                |       |
|  | C(2)          | Московская область 3 (Москалёва / Суровов)      | Московская область 3 (Москалёва / Суровов)      | Московская область 3 (Москалёва / Суровов)      | Московская область 3 (Москалёва / Суровов)      | Московская область 3 (Москалёва / Суровов)      | Московская область 3 (Москалёва / Суровов)      | Московская область 3 (Москалёва / Суровов)      | Московская область 3 (Москалёва / Суровов)      | 6                                       |                                                |                                                |                                                |                                                |                                                |                                                |                                                |                                                |                                                |                      |                      |                      |                                     |                                     |                                                |                                                |                                                |                                                |                                                |                                                |                                                |                                                |                                                |       |
|  | C(2)          | Московская область 3 (Москалёва / Суровов)      | Московская область 3 (Москалёва / Суровов)      | Московская область 3 (Москалёва / Суровов)      | Московская область 3 (Москалёва / Суровов)      | Московская область 3 (Москалёва / Суровов)      | Московская область 3 (Москалёва / Суровов)      | Московская область 3 (Москалёва / Суровов)      | Московская область 3 (Москалёва / Суровов)      | 6                                       | Московская область 1 (Морозова / Васьков)      | Московская область 1 (Морозова / Васьков)      | Московская область 1 (Морозова / Васьков)      | Московская область 1 (Морозова / Васьков)      | Московская область 1 (Морозова / Васьков)      | Московская область 1 (Морозова / Васьков)      | Московская область 1 (Морозова / Васьков)      | Московская область 1 (Морозова / Васьков)      | Московская область 1 (Морозова / Васьков)      | 3                    |                      |                      |                                     |                                     |                                                |                                                |                                                |                                                |                                                |                                                |                                                |                                                |                                                |       |
|  |               |                                                 |                                                 |                                                 |                                                 |                                                 |                                                 |                                                 |                                                 |                                         | Московская область 1 (Морозова / Васьков)      | Московская область 1 (Морозова / Васьков)      | Московская область 1 (Морозова / Васьков)      | Московская область 1 (Морозова / Васьков)      | Московская область 1 (Морозова / Васьков)      | Московская область 1 (Морозова / Васьков)      | Московская область 1 (Морозова / Васьков)      | Московская область 1 (Морозова / Васьков)      | Московская область 1 (Морозова / Васьков)      | 3                    |                      |                      |                                     |                                     |                                                |                                                |                                                |                                                |                                                |                                                |                                                |                                                |                                                |       |
|  |               |                                                 | Санкт-Петербург 2 (Ковалёва / Тимофеев)         | Санкт-Петербург 2 (Ковалёва / Тимофеев)         | Санкт-Петербург 2 (Ковалёва / Тимофеев)         | Санкт-Петербург 2 (Ковалёва / Тимофеев)         | Санкт-Петербург 2 (Ковалёва / Тимофеев)         | Санкт-Петербург 2 (Ковалёва / Тимофеев)         | Санкт-Петербург 2 (Ковалёва / Тимофеев)         | Санкт-Петербург 2 (Ковалёва / Тимофеев) | Санкт-Петербург 2 (Ковалёва / Тимофеев)        | 7                                              |                                                |                                                |                                                |                                                |                                                |                                                |                                                |                      |                      |                      |                                     |                                     |                                                |                                                |                                                |                                                |                                                |                                                |                                                |                                                |                                                |       |
|  | B(1)          | Комсомолл 1 (Трухина / Власенко)                | Комсомолл 1 (Трухина / Власенко)                | Комсомолл 1 (Трухина / Власенко)                | Комсомолл 1 (Трухина / Власенко)                | Комсомолл 1 (Трухина / Власенко)                | Комсомолл 1 (Трухина / Власенко)                | Комсомолл 1 (Трухина / Власенко)                | Комсомолл 1 (Трухина / Власенко)                | Санкт-Петербург 2 (Ковалёва / Тимофеев) | Санкт-Петербург 2 (Ковалёва / Тимофеев)        | 7                                              | 4                                              |                                                |                                                | Матч за третье место                           | Матч за третье место                           | Матч за третье место                           | Матч за третье место                           | Матч за третье место | Матч за третье место | Матч за третье место | Матч за третье место                | Матч за третье место                | Матч за третье место                           |                                                |                                                |                                                |                                                |                                                |                                                |                                                |                                                |       |
|  | B(1)          | Комсомолл 1 (Трухина / Власенко)                | Комсомолл 1 (Трухина / Власенко)                | Комсомолл 1 (Трухина / Власенко)                | Комсомолл 1 (Трухина / Власенко)                | Комсомолл 1 (Трухина / Власенко)                | Комсомолл 1 (Трухина / Власенко)                | Комсомолл 1 (Трухина / Власенко)                | Комсомолл 1 (Трухина / Власенко)                |                                         |                                                |                                                | 4                                              |                                                |                                                | Матч за третье место                           | Матч за третье место                           | Матч за третье место                           | Матч за третье место                           | Матч за третье место | Матч за третье место | Матч за третье место | Матч за третье место                | Матч за третье место                | Матч за третье место                           |                                                |                                                |                                                |                                                |                                                |                                                |                                                |                                                |       |
|  | A(2)          | Санкт-Петербург 2 (Ковалёва / Тимофеев)         | Санкт-Петербург 2 (Ковалёва / Тимофеев)         | Санкт-Петербург 2 (Ковалёва / Тимофеев)         | Санкт-Петербург 2 (Ковалёва / Тимофеев)         | Санкт-Петербург 2 (Ковалёва / Тимофеев)         | Санкт-Петербург 2 (Ковалёва / Тимофеев)         | Санкт-Петербург 2 (Ковалёва / Тимофеев)         | Санкт-Петербург 2 (Ковалёва / Тимофеев)         | 10                                      |                                                |                                                |                                                |                                                |                                                |                                                |                                                |                                                |                                                |                      |                      |                      |                                     |                                     |                                                |                                                |                                                |                                                |                                                |                                                |                                                |                                                |                                                |       |
|  | A(2)          | Санкт-Петербург 2 (Ковалёва / Тимофеев)         | Санкт-Петербург 2 (Ковалёва / Тимофеев)         | Санкт-Петербург 2 (Ковалёва / Тимофеев)         | Санкт-Петербург 2 (Ковалёва / Тимофеев)         | Санкт-Петербург 2 (Ковалёва / Тимофеев)         | Санкт-Петербург 2 (Ковалёва / Тимофеев)         | Санкт-Петербург 2 (Ковалёва / Тимофеев)         | Санкт-Петербург 2 (Ковалёва / Тимофеев)         | 10                                      |                                                |                                                |                                                |                                                |                                                |                                                |                                                |                                                |                                                |                      |                      |                      |                                     |                                     |                                                |                                                |                                                |                                                |                                                |                                                |                                                |                                                |                                                |       |
|  |               |                                                 |                                                 |                                                 |                                                 |                                                 |                                                 |                                                 |                                                 |                                         |                                                |                                                |                                                |                                                |                                                |                                                |                                                |                                                |                                                |                      |                      |                      |                                     |                                     | Санкт-Петербург 4 (Брызгалова / Крушельницкий) | Санкт-Петербург 4 (Брызгалова / Крушельницкий) | Санкт-Петербург 4 (Брызгалова / Крушельницкий) | Санкт-Петербург 4 (Брызгалова / Крушельницкий) | Санкт-Петербург 4 (Брызгалова / Крушельницкий) | Санкт-Петербург 4 (Брызгалова / Крушельницкий) | Санкт-Петербург 4 (Брызгалова / Крушельницкий) | Санкт-Петербург 4 (Брызгалова / Крушельницкий) | Санкт-Петербург 4 (Брызгалова / Крушельницкий) | 8     |
|  |               |                                                 |                                                 |                                                 |                                                 |                                                 |                                                 |                                                 |                                                 |                                         |                                                |                                                |                                                |                                                |                                                |                                                |                                                |                                                |                                                |                      |                      |                      |                                     |                                     | Санкт-Петербург 4 (Брызгалова / Крушельницкий) | Санкт-Петербург 4 (Брызгалова / Крушельницкий) | Санкт-Петербург 4 (Брызгалова / Крушельницкий) | Санкт-Петербург 4 (Брызгалова / Крушельницкий) | Санкт-Петербург 4 (Брызгалова / Крушельницкий) | Санкт-Петербург 4 (Брызгалова / Крушельницкий) | Санкт-Петербург 4 (Брызгалова / Крушельницкий) | Санкт-Петербург 4 (Брызгалова / Крушельницкий) | Санкт-Петербург 4 (Брызгалова / Крушельницкий) | 8     |
|  |               |                                                 |                                                 |                                                 |                                                 |                                                 |                                                 |                                                 |                                                 |                                         |                                                |                                                |                                                |                                                |                                                |                                                |                                                |                                                |                                                |                      |                      |                      |                                     |                                     | Московская область 1 (Морозова / Васьков)      | Московская область 1 (Морозова / Васьков)      | Московская область 1 (Морозова / Васьков)      | Московская область 1 (Морозова / Васьков)      | Московская область 1 (Морозова / Васьков)      | Московская область 1 (Морозова / Васьков)      | Московская область 1 (Морозова / Васьков)      | Московская область 1 (Морозова / Васьков)      | Московская область 1 (Морозова / Васьков)      | 2     |
|  |               |                                                 |                                                 |                                                 |                                                 |                                                 |                                                 |                                                 |                                                 |                                         |                                                |                                                |                                                |                                                |                                                |                                                |                                                |                                                |                                                |                      |                      |                      |                                     |                                     | Московская область 1 (Морозова / Васьков)      | Московская область 1 (Морозова / Васьков)      | Московская область 1 (Морозова / Васьков)      | Московская область 1 (Морозова / Васьков)      | Московская область 1 (Морозова / Васьков)      | Московская область 1 (Морозова / Васьков)      | Московская область 1 (Морозова / Васьков)      | Московская область 1 (Морозова / Васьков)      | Московская область 1 (Морозова / Васьков)      | 2     |

«PP» — «пауэр плэй», см. :en:Power play
Четвертьфиналы. 6 сентября, 17:30
| Площадка A                                      | 1 | 2 | 3 | 4 | 5 | 6 | 7      | 8      | Всего |
| D(1) Московская область 1 (Морозова / Васьков)  | 2 | 0 | 1 | 1 | 0 | 2 | 0      | 2 (PP) | 8     |
| C(2) Московская область 3 (Москалёва / Суровов) | 0 | 3 | 0 | 0 | 1 | 0 | 2 (PP) | 0      | 6     |

| Площадка B                               | 1 | 2 | 3 | 4 | 5 | 6      | 7      | 8 | Всего |
| D(2) Санкт-Петербург 1 (Езех / Красиков) | 1 | 0 | 1 | 0 | 0 | 3 (PP) | 2      | 0 | 7     |
| C(1) Комсомолл 2 (Фахуртдинова / Ильин)  | 0 | 1 | 0 | 1 | 2 | 0      | 0 (PP) | 1 | 5     |

| Площадка C                                           | 1 | 2 | 3 | 4 | 5      | 6 | 7 | 8 | Всего |
| B(2) Новосибирская область 1 (Стояросова / Казачков) | 0 | 0 | 1 | 0 | 0 (PP) | 1 | X | X | 2     |
| A(1) Санкт-Петербург 4 (Брызгалова / Крушельницкий)  | 2 | 1 | 0 | 2 | 1      | 0 | X | X | 6     |

| Площадка D                                   | 1 | 2 | 3 | 4 | 5 | 6      | 7 | 8 | Всего |
| A(2) Санкт-Петербург 2 (Ковалёва / Тимофеев) | 0 | 0 | 2 | 1 | 3 | 0      | 4 | X | 10    |
| B(1) Комсомолл 1 (Трухина / Власенко)        | 2 | 1 | 0 | 0 | 0 | 1 (PP) | 0 | X | 4     |

Полуфиналы. 7 сентября, 10:00
| Площадка A                                     | 1 | 2 | 3 | 4      | 5 | 6 | 7 | 8 | 9 | Всего |
| Санкт-Петербург 1 (Езех / Красиков)            | 0 | 2 | 0 | 2 (PP) | 1 | 0 | 0 | 3 | 1 | 9     |
| Санкт-Петербург 4 (Брызгалова / Крушельницкий) | 3 | 0 | 3 | 0      | 0 | 1 | 1 | 0 | 0 | 8     |

| Площадка B                                | 1 | 2 | 3 | 4 | 5 | 6 | 7      | 8 | Всего |
| Санкт-Петербург 2 (Ковалёва / Тимофеев)   | 0 | 1 | 1 | 1 | 0 | 3 | 1      | X | 7     |
| Московская область 1 (Морозова / Васьков) | 2 | 0 | 0 | 0 | 1 | 0 | 0 (PP) | X | 3     |

Матч за 3-е место. 7 сентября, 15:30
| Площадка D                                     | 1 | 2 | 3 | 4      | 5 | 6 | 7 | 8 | Всего |
| Московская область 1 (Морозова / Васьков)      | 0 | 1 | 0 | 0 (PP) | 1 | 0 | X | X | 2     |
| Санкт-Петербург 4 (Брызгалова / Крушельницкий) | 1 | 0 | 4 | 1      | 0 | 2 | X | X | 8     |

Финал. 7 сентября, 15:30
| Площадка C                              | 1 | 2 | 3 | 4 | 5 | 6 | 7 | 8      | 9 | Всего |
| Санкт-Петербург 2 (Ковалёва / Тимофеев) | 0 | 0 | 2 | 0 | 0 | 2 | 1 | 0      | 1 | 6     |
| Санкт-Петербург 1 (Езех / Красиков)     | 1 | 1 | 0 | 1 | 1 | 0 | 0 | 1 (PP) | 0 | 5     |

### Итоговая классификация
| Место | Команда                         | Женщина               | Мужчина                 | И | В | П | МГ | ТБД, см |
| ----- | ------------------------------- | --------------------- | ----------------------- | - | - | - | -- | ------- |
| 1     | Санкт-Петербург 2               | Алина Ковалёва        | Алексей Тимофеев        | 7 | 6 | 1 | 2  | 39,71   |
| 2     | Санкт-Петербург 2               | Нкеирука Езех         | Олег Красиков           | 7 | 4 | 3 | 2  | 58,93   |
| 3     | Санкт-Петербург 4               | Анастасия Брызгалова  | Александр Крушельницкий | 7 | 6 | 1 | 1  | 25,54   |
| 4     | Московская область 1            | Дарья Морозова        | Михаил Васьков          | 7 | 5 | 2 | 1  | 32,40   |
| 5     | Московская область 3            | Анастасия Москалёва   | Кирилл Суровов          | 5 | 3 | 2 | 2  | 18,93   |
| 6     | Иркутская область – Комсомолл 1 | Елизавета Трухина     | Михаил Власенко         | 5 | 4 | 1 | 1  | 39,26   |
| 7     | Иркутская область – Комсомолл 2 | Алина Фахуртдинова    | Андрей Ильин            | 5 | 3 | 2 | 1  | 46,41   |
| 8     | Новосибирская область 1         | Александра Стояросова | Иван Казачков           | 5 | 3 | 2 | 2  | 79,84   |
| 9     | Иркутская область – Комсомолл 3 | Валерия Денисенко     | Николай Лысаков         | 4 | 2 | 2 | 3  | 19,80   |
| 10    | Новосибирская область 2         | Виктория Сачкова      | Иван Сысоев             | 4 | 1 | 3 | 3  | 29,33   |
| 11    | Московская область 2            | Ирина Рязанова        | Александр Ерёмин        | 4 | 2 | 2 | 3  | 38,44   |
| 12    | Самарская область               | Полина Богатова       | Александр Глушенков     | 4 | 2 | 2 | 3  | 45,73   |
| 13    | Новосибирская область 3         | Арина Киль            | Константин Козич        | 4 | 1 | 3 | 4  | 25,20   |
| 14    | Татарстан                       | Яна Аверьянова        | Максим Митрофанов       | 4 | 1 | 3 | 4  | 41,74   |
| 15    | Сборная Москвы                  | Мария Цебрий          | Тимофей Насонов         | 4 | 1 | 3 | 4  | 46,54   |
| 16    | Санкт-Петербург 3               | Ирина Низовцева       | Глеб Лясников           | 4 | 1 | 3 | 4  | 50,19   |
| 17    | Красноярский край 1             | Анастасия Косогор     | Валентин Андреев        | 4 | 1 | 3 | 5  | 37,69   |
| 18    | Москва 1                        | Александра Маева      | Роман Кутузов           | 4 | 1 | 3 | 5  | 52,74   |
| 19    | Красноярский край 2             | Анна Самойлик         | Владимир Морозов        | 4 | 1 | 3 | 5  | 61,27   |
| 20    | Свердловская область            | Елизавета Свиридова   | Владислав Сафронов      | 4 | 0 | 4 | 5  | 96,11   |